# Череп людини

Будова черепу людини

Модель черепа людини на базі КТ-знімка

Череп людини (лат. cranium) — кістковий каркас голови, сукупність кісток. Череп людини сформований 23 кістками (з яких 8 — парні та 7 — непарні), крім яких в порожнині середнього вуха присутні ще три парні слухові кісточки — молоточок, ковадло і стремено, а також 32 (28, 20; 4 х 8, 7 або 5) зуби на верхній і нижній щелепах.

## Функції черепа
1. захисна (містить головний мозок і органи чуття, захищаючи ці утворення від пошкоджень);
2. опорна (містить головний мозок, органи чуття, початкові відділи травної та дихальної систем);
3. рухова (зчленується з хребетним стовпом).[1]

## Будова черепа
Череп складається з:
- Зовнішньої основи черепу;
- Внутрішньої основи черепу: передня, середня, задня черепні ямки;
- Очної ямки ;
- Скроневої та підскроневої ямки;
- Крилопіднебінної ямки ;
- Кісткового, або твердого небо;
- Порожнина носа.

За зовнішніми ознаками функціонального призначення в черепі виділяють кілька частин:
А — мозковий череп (cranium neurale (neurocranium) seu cranium cerebrale):
- Дах, або звід черепа (calvaria seu fornix cranii). Кістки даху належать до плоских кісток;
- основа черепа (basis cranii). Кістки основи черепа належать до змішаних кісток, деякі з них є пневматичними — містять повітроносні порожнини (пазухи). Розрізняють зовнішню (basis cranii externa) і внутрішню підставу черепа (basis cranii interna).

### Кістки мозкового відділу
- Непарні: потилична (os occipitale), лобова (os frontale), клиноподібна (os sphenoidale), решітчаста (os ethmoidale) кістки.
- Парні: скронева (os temporale) і тім'яна (os parietale) кістки.

Б — вісцеральний, або лицьовий череп (cranium viscerale (viscerocranium) seu cranium faciale). Кістки лицьового черепа належать до змішаних кісток.

### Кістки лицьового відділу
- Непарні: леміш (vomer), нижня щелепа (mandibula), і під'язикова кістка (os hyoideum).
- Парні: верхня щелепа (maxilla), нижня носова раковина (concha nasalis inferior), піднебінна (os palatinum), вилична (os zygomaticum), носова (os nasale), слізна (os lacrimale) кістки.

Мозковий більший за лицьовий. З кісток верхньої та нижньої щелепи ростуть зуби (dentes).

## З'єднання кісток черепа
Всі кістки черепа, крім нижньої щелепи, з'єднані малорухомими фіброзними сполуками — швами; нижня щелепа — рухомим скронево-нижньощелепним суглобом.

### Шви черепа
Кістки черепа з'єднуються за допомогою швів. Кістки обличчя, прилягаючи один до одного рівними краями, утворюють плоскі (гармонійні) шви. На місці з'єднання луски скроневої кістки та нижнього краю тім'яної кістки утворюється лускатий шов. До зубчастих швів відносять вінцевий, сагітальний і лямбдоподібний шви. Вінцевий шов утворюється з'єднанням тім'яних кісток і лобової кістки. З'єднання між собою двох тім'яних кісток утворює сагітальний шов. З'єднання двох тім'яних кісток і потиличної утворюють лямбдоподібний шов. На перетині сагітального і вінцевого швів у дітей утворюється велике тім'ячко (місце, в якому сполучна тканина ще не перейшла в кісткову). На перетині сагітального і ламбдовідного швів утворюється мале тім'ячко. Слід зазначити, що у дітей шви більш еластичні, а в дорослих, особливо в людей похилого віку, більшість швів костеніє.

### Скронево-нижньощелепний суглоб
У людини добре розвинений скронево-нижньощелепний суглоб (лат. articulatio temporomandibularis), в якому можливі: опускання і підняття нижньої щелепи, зміщення її вліво і вправо, рух вперед-назад. Всі ці можливості використовуються в акті жування, а також сприяють членороздільній мові. Нижня щелепа — єдина рухома кістка черепа.

## Розвиток черепа
У процесі свого формування частина кісток черепа проходять три стадії — перетинчасту (у новонароджених дітей можна бачити залишки у вигляді тім'ячок), хрящову стадію (як і більшість кісток скелета) і кісткову. Ці стадії для людини та вищих ссавців є тимчасовими: переходячи з однієї в іншу, вони відповідають постійним формам у філогенезі.
Між розвитком мозкового черепа і головного мозку існує певна відповідність. Розвиток черепа у людини дуже пов'язаний з розвитком мозку та органів чуття. Кістки мозкового черепа розвиваються зі склеротомів головних сомітів (похідних дорсальної мезодерми), кістки лицьового черепа розвиваються на основі вісцеральних дуг (похідних вентральної несегментірованной мезодерми). Першою ознакою утворення черепа у людини є скупчення мезенхіми (з головних сомітів, тобто дорсальної мезодерми) навколо хорди на рівні заднього мозку, звідки скупчення поширюється під передні частини мозку, утворюючи основу для мозку, що розвивається, та органів почуттів, і оточує мозкові бульбашки з боків (5-й тиждень внутрішньоутробного розвитку — перетинчастий череп, мозкова капсула). Незабаром основа перетворюється в хрящову (клітини мезенхіми перетворюються в хрящові) і має носову, очні й слухові капсули.
Череп людини на 2—3 місяць внутрішньоутробного розвитку має хрящову основу і перетинчастий дах та називається первинним черепом (cranium primordiale). У первинному черепі помітно злиття первинних частин, які надалі стають окремими кістками, але до появи центрів закостеніння окремі кістки не виділяються. При появі центрів закостеніння (з 8-го тижня внутрішньоутробного розвитку) не відразу можливо визначити форму і межі кісток, оскільки багато кісток черепа формуються шляхом зрощення декількох кісток і мають кілька центрів закостеніння. Центри закостеніння з'являються в певних місцях черепа в суворій послідовності, і кісткові утворення, поступово збільшуючись у розмірах, зближуються одне з одним, заміщаючи хрящову тканину. В результаті в основі черепа зберігаються тільки прошарки хрящової тканини, і на все життя залишається хрящ в передньому відділі нюхової капсули — хрящ перегородки та хрящі крил носа.
Кістки основи черепа, з якими пов'язані капсули органів почуттів, є філогенетично більш давніми, утворюються на основі хряща (костеніють енхондрально) за винятком барабанної частини скроневої кістки та медіальної пластинки крилоподібних відростків клиноподібної кістки. Паралельно із закостенінням основи черепа йде розвиток кісток даху, які є філогенетично молодшими й утворюються на основі сполучної тканини (заклякають ендесмально). Спочатку ділянки кісткової тканини відділені одна від одної широкими проміжками сполучної тканини. У міру зростання кісток ці проміжки зменшуються, але на час народження повністю не зникають.
Кістки лицьового черепа (філогенетично молодші) розвиваються на основі вісцеральних дуг і нюхової капсули, заклякають ендесмально (за невеликим винятком). Таким чином, хрящі вісцеральних дуг розвиваються окремо від первинного черепа. Перетворення вісцеральних дуг формує скелет лицьового черепа.
Частина кісток проходить хрящову стадію (під'язикова кістка, шилоподібний відросток скроневої кістки), інші кістки лицьового черепа формуються як первинні (покривні) кістки. Хрящі вісцеральних дуг піддаються зворотному розвитку, а з прилеглої сполучної тканини розвиваються перетинчасті кістки, в яких потім з'являються центри закостеніння.
Слізна і носова кістки, леміш, решітчаста кістка, нижня носова раковина розвиваються у зв'язку з нюхової капсули, перші три — як первинні кістки, останні дві — як вторинні.

### Череп новонародженого
У новонароджених мозковий відділ у вісім разів більше лицьового, щелепи недорозвинені. Між кістками мозкового відділу розташовуються перетинчасті ділянки — тім'я, що забезпечують незначну рухливість кісток при народженні дитини та збільшення обсягів мозку. Найбільше — переднє джерельце— має ромбоподібну форму і знаходиться на стику вінцевого і стрілоподібного швів (заростає на другому році життя). Потиличне тім'ячко має форму трикутника, розташоване на стику стрілоподібного і лямбдоподібного швів (заростає на другому місяці життя). Клиноподібні джерельця розташовані на стику клиноподібної, скроневої та тім'яної кісток (заростає на другому місяці життя). Соскоподібне тім'ячко розташоване на стику скроневої, тім'яної, потиличної кісток (заростає на другому місяці життя).
Розвиток черепа до часу народження не закінчується, він триває і після народження. Розрізняють три періоди розвитку черепа після народження:
1. період зростання переважно у висоту (від народження до 7 років);
2. період відносного спокою (від 7 до 14 років);
3. період зростання переважно лицьового черепа (від початку статевого дозрівання - 14 років - до закінчення росту скелета — 20—25 років).

## Форми черепа
- Черепний покажчик — стандартні форми черепа
- Акрокефалія — аномальна форма черепа у вигляді вежі
- Краніосиностоз — аномальна форма черепа в результаті раннього зрощення швів склепіння черепа